# Michał Ochorowicz
Michał Ochorowicz (ur. 29 stycznia 1907 w Warszawie, zm. 9 maja 1998 tamże) – polski poeta, satyryk, autor tekstów piosenek.

## Życiorys
Studiował polonistykę na Uniwersytecie Warszawskim. Autor tomu wierszy: „Utopiony księżyc”, utworów satyrycznych (m.in. „Buty z UNRRA”, „Ballada o BOS-ie”, „Lud się bawi”) i tekstów licznych piosenek. Członek współzałożyciel ZAKR, wielokrotny członek zarządu i były przewodniczący Głównej Komisji Rewizyjnej tego związku. Członek zarządu ZAiKS kilku kadencji. Jako autor piosenek debiutował pod koniec lat 30. ub. wieku.
Spoczywa na cmentarzu Powązkowskim (kwatera 66-3-10,11).

## Piosenki
- Kujawiaki nieszawskie (Tadeusz Kwieciński) – 1939
- Przy sobocie po robocie (Jan Kozłowski) – 1939
- Stare Miasto (Jerzy Wasiak) – 1946
- Recepta na piosenkę (Ryszard Schreiter) – 1947
- Przeznaczenie (Olgierd Straszyński) – 1948
- Zew morza (T. Kwieciński) – 1948
- Mazowieckie noce (Czesław Żak) – 1948
- Dla ciebie (O. Straszyński) – 1949
- Zakopane (C. Żak) – 1949
- Czerwone korale (J. Kozłowski) – 1950
- O zmroku (T. Kwieciński) – 1950
- Na Kujawach czarna rola (T. Kwieciński) – 1950
- Włókniarka i górnik (Józef Klukowski) – 1951
- Ty i jesień (Irena Garztecka) – 1954
- Spotkamy się wieczorem (Władysław Słowiński) – 1954
- Serce traktorzystki (I. Garztecka) – 1955
- W Łazienkach kwitną drzewa (C. Żak)
- Niedzielna Warszawa (Romuald Żyliński) – 1960
- Jadziem na Bielany (Ryszard Sielicki) – 1966
- Ballada w starym stylu (R.Zyliński)
- Nieproszona miłość (Mateusz Święcicki) – 1966, i inne.

## Odznaczenia
- Medal ZAiKS-u (1988)[2]
- Odznaka ZAiKS-u (1978)[2]